# 5-та армія (Російська імперія)
5-та армія (5 А, рос. 5-я армия) — загальновійськове оперативне об'єднання (першого і другого формування), з'єднань, частин збройних сил Російської імперії під час Першої світової війни.

## Склад
Польове управління (штаб 5 А) утворене в липні 1914 року при штабі Московського військового округу. На кінець 1917 року штаб армії розташовувався у Двінську. Ліквідований на початку 1918 року.
У червні 1915 у зв'язку із загрозою німецького наступу на міста Мітава, Вільно, із з'єднань і частин, що знаходились в Риго — Шавельському районі, сформована 5-та армія (другого формування), а з'єднання і частини 5-ї армії (першого формування) передані у 2-гу армію.
На кінець 1917 року армія мала у своєму складі:
- 14-й армійський корпус
- 17-й армійський корпус
- 19-й армійський корпус
- 37-й армійський корпус
- 45-й армійський корпус
- 1-й кавалерійський корпус

## У складі
Перше формування
- Південно-Західного фронту (липень — вересень 1914)
- Північно-Західного фронту (вересень 1914 — червень 1915)

Друге формування
- Північно-Західного фронту (червень — серпень 1915)
- Північного фронту (серпень 1915 — початок 1918)

## Командувачі
- 19.07.1914—14.01.1915 — генерал від кавалерії Плеве Павло Адамович
- 14.01.1915—08.06.1915 — генерал від інфантерії Чурін Олексій Євграфович
- 08.06.1915—06.12.1915 — генерал від кавалерії Плеве Павло Адамович
- 06.12.1915—30.01.1916 — генерал від інфантерії Клембовський Владислав Наполеонович
- 30.01.1916—06.02.1916 — генерал від інфантерії Куропаткін Олексій Миколайович
- 21.02.1916—04.08.1916 — генерал від кавалерії Гурко Василь Йосипович
- Серпень 1916 — в.о., генерал від інфантерії В. А. Слюсаренко
- 14.08.1916—27.04.1917 — генерал від кавалерії Драгомиров Абрам Михайлович
- 29.04.1917—09.09.1917 — генерал від інфантерії Данилов Юрій Никифорович
- 09.09.1917—13.11.1917 — генерал-лейтенант Болдирєв Василь Георгійович
- 13.11.1917—01.1918 — генерал-лейтенант Суханов Пантелеймон Григорович
- Січень 1918 — генерал-майор Зальф Артур Августович